# Bachelor's Affairs
Bachelor's Affairs is een Amerikaanse filmkomedie uit 1932 onder regie van Alfred L. Werker.

## Verhaal
De rijke vrijgezel Andrew Hoyt wordt verliefd op de veel jongere Eva Mills. Zij is echter alleen maar uit op zijn geld. Ze wordt daarin gestuurd door een gewiekste vriendin. Na het huwelijk krijgt Andrew al vlug spijt van zijn keuze.

## Rolverdeling
| Acteur         | Personage       |
| -------------- | --------------- |
| Adolphe Menjou | Andrew Hoyt     |
| Minna Gombell  | Sheila Peck     |
| Arthur Pierson | Oliver Denton   |
| Joan Marsh     | Eva Mills       |
| Alan Dinehart  | Luke Radcliff   |
| Irene Purcell  | Janet Remington |
| Herbert Mundin | Jepson          |
| Don Alvarado   | Ramon Alvarez   |
| Rita La Roy    | Sonya           |